# Undersea Kingdom
Undersea Kingdom è un serial cinematografico del 1936 diretto da B. Reeves Eason e Joseph Kane. In dodici episodi, è un serial di fantascienza prodotto dalla Republic Pictures.

## Produzione
Il film fu prodotto dalla Republic Pictures.

## Distribuzione
Distribuito dalla Republic Pictures, il film uscì nelle sale cinematografiche statunitensi il 30 maggio 1936.